# شلی (کمون)
شلی (به فرانسوی: Chaley) یک کمون در کشور فرانسه است که در canton of Saint-Rambert-en-Bugey واقع شده‌است.

## خصوصیات
شلی ۴٫۶ کیلومترمربع مساحت و ۱۲۰ نفر جمعیت دارد و ۴۳۰ متر بالاتر از سطح دریا واقع شده‌است.